# Joli Monde
Pour plus de détails, voir Fiche technique et Distribution.
Joli Monde est un film français réalisé par René Le Hénaff, sorti en 1936.

## Fiche technique
- Titre : Joli Monde
- Réalisation : René Le Hénaff
- Scénario et dialogues : René Le Hénaff
- Photographie : Robert Lefebvre
- Décors : Jacques Gotko
- Musique : Marius-François Gaillard
- Société de production : Les Films Pierre Mathieu
- Pays de production : France
- Format : Noir et blanc
- Genre : Comédie
- Durée : 80 minutes
- Date de sortie : 
  - France : 31 juillet 1936

## Distribution
- Germaine Aussey : Édith
- Georges Rigaud : Charles
- Maurice Rémy : Guy
- Junie Astor : Clara Soleil
- Jeanne Provost : Irma
- Paul Ollivier : le directeur
- Raymond Blot : le metteur en scène
- Philippe Hersent : Philippe
- Pitouto
- Marion Delbo